# 타원

두 점 F1과 F2를 초점으로 갖는 타원

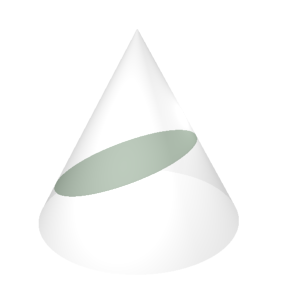
원뿔을 평면으로 잘라 얻은 타원

타원(楕圓, ellipse)은 평면 위의 두 정점에서 거리의 합이 일정한 점들의 집합으로 만들어지는 곡선, 혹은 원의 정사영이다. 타원을 정의하는 기준이 되는 두 정점을 타원의 초점이라고 한다. 타원 상에서 두 초점으로부터의 거리가 같은 점 둘을 잇는 선분, 즉 두 개의 초점을 연결한 선분의 수직이등분선을 단축(짧은 축)이라고 하며, 두 초점으로부터의 거리의 차가 최대인 두 점을 잇는 선분을 타원의 장축(긴 축)이라고 한다. 또한, 단축의 반을 짧은반지름, 장축의 반은 긴반지름이라고 한다. 두 초점이 가까울수록 타원은 원에 가까워지며, 두개의 초점이 일치했을 때의 타원은 원이 된다. 따라서 원은 타원의 특수한 경우라고 생각할 수 있다.
타원은 원뿔을 잘라 만들 수 있는 원뿔 곡선 가운데 하나인 폐곡선이다. 오른쪽의 그림과 같이 원뿔을 평면으로 자르면 타원이 생긴다.
천문학에서는 행성의 공전 궤도가 태양을 두 초점 가운데 하나로 하는 타원이라는 것을 발견하였다.

## 타원의 작도
위의 정의를 따르면 두 개의 초점에 실을 고정해, 실을 팽팽하게 유지하면서 필기구를 실에 걸쳐서 움직여서 그릴 수 있다. 종이의 타원초점부분에 구멍을 뚫고 실을 구멍사이로 넣어 타원을 작도하려는 종이면 반대편에 실을 붙인다. 그 후 작도하려는 종이 면에 있는 실의 길이를 타원 장축의 길이와 같게 남도록 다른 초점에도 구멍을 뚫어 실을 넣어 종이면 반대편에 붙인다. 압정이나 못으로 실을 고정시켜서 하는 것보다 이처럼 구멍을 뚫어 하는 것이 쉽다. 이 외, 타원 컴퍼스, 타원 템플릿등을 사용하여 작도할 수 있다.

## 타원의 방정식
2차원 직교좌표계에서 원점 O가 타원의 장축과 단축의 교점이며, 각 축이 x축이나 y축과 일치할 때의 타원의 방정식은 다음과 같이 간단히 표현된다.타원의 방정식은 다음과 같은 식으로 나타낼 수 있다.
{\displaystyle {\frac {x^{2}}{a^{2}}}+{\frac {y^{2}}{b^{2}}}=1}
장축이 x축과 일치할 때, {\displaystyle 2a}는 타원의 장축의 길이, {\displaystyle 2b}는 단축의 길이가 된다. 이 때의 초점을 (±c,0)이라 할 때 {\displaystyle c={\sqrt {a^{2}-b^{2}}}}이다.
같은 타원을 호도각에 따른 매개변수 t로 나타내면 다음과 같다.
{\displaystyle x=a\,\cos t}
{\displaystyle y=b\,\sin t}
{\displaystyle 0\leq t<2\pi }
이는 타원이 원의 정사영이기 때문이다.
x축으로 α만큼, y축으로 β만큼 평행이동한 타원의 방정식은 다음과 같다.
{\displaystyle {\frac {(x-\alpha )^{2}}{a^{2}}}+{\frac {(y-\beta )^{2}}{b^{2}}}=1}

## 타원의 넓이
긴반지름이 {\displaystyle a}이고 짧은반지름이 {\displaystyle b}인 타원의 넓이는 {\displaystyle ab\pi }이다. 타원의 넓이는 다음과 같이 생각하여 계산할 수 있다.
표준 타원 방정식 {\displaystyle {\frac {x^{2}}{a^{2}}}+{\frac {y^{2}}{b^{2}}}=1} 을 {\displaystyle y}에 대하여 변환하면,
{\displaystyle y=\pm {\sqrt {b^{2}\left(1-{\frac {x^{2}}{a^{2}}}\right)}}=\pm {\frac {b}{a}}{\sqrt {a^{2}-x^{2}}}}
한편, {\displaystyle y=\pm {\sqrt {a^{2}-x^{2}}}}는 반지름이 {\displaystyle a} 인 원의 방정식 {\displaystyle x^{2}+y^{2}=a^{2}}과 동치이고, 반지름이 {\displaystyle a}인 원의 넓이는 {\displaystyle a^{2}\pi } 이므로, 타원의 넓이는 {\displaystyle {\frac {b}{a}}\cdot a^{2}\pi =ab\pi }

### 다른 증명
타원은 원을 축 방향으로 확대, 축소하여 얻을 수 있고, 이는 반지름이 {\displaystyle a}인 원의 정사영으로 볼 수 있다. 이때 긴반지름의 길이가 {\displaystyle a}, 짧은반지름의 길이가 {\displaystyle b}, 짧은반지름과 긴반지름의 비율이 {\displaystyle {b \over a}=r}라 하면 {\displaystyle r=cos{\theta }}({\displaystyle \theta }는 원래 원과 정사영이 이루는 각)이고 타원의 넓이는 {\displaystyle S'=Scos{\theta }}({\displaystyle S}는 원의 넓이)이므로 {\displaystyle S'=Scos{\theta }=Sr=\pi ra^{2}}이다. 이때 정의에 의해 {\displaystyle ar=b}이므로 {\displaystyle S'=ab\pi }.

## 이심률
타원이 찌그러진 정도를 나타내는 이심률 {\displaystyle E={\frac {c}{a}}}는 다음과 같이 정의된다.
{\displaystyle E={\sqrt {1-{\frac {r^{2}}{R^{2}}}}}}
(r은 타원의 짧은 반지름, R은 타원의 긴 반지름이다)
원은 이심률이 0인 경우이고, 이심률이 작을 수록 원에 가깝다.

## 타원의 성질
한 초점에서 출발한 빛이 진행하다가 타원의 어느 한점을 만나면 이때 빛은 페르마의 최소 시간 원리를 따르므로 타원에서 반사되고 그 후 빛은 타원의 다른 초점을 지난다. 또한, 타원의 외부에서 한 초점을 향해 진행하던 빛이 타원의 어느 한 점과 만나면 그 빛은 이 점과 다른 초점을 연결한 직선을 따라 반사된다.

## 같이 보기
- 장축단
- 지구타원체
- 타원면
- 회전타원면

## 참고 문헌
- James Stewart. 〈매개변수 방정식과 극좌표〉. 《미분적분학》 6판. Cengage Learning.